# Riseberga
För andra betydelser, se Riseberga (olika betydelser).
Riseberga är kyrkbyn i Riseberga socken i Klippans kommun i Skåne. Byn är belägen en bit öster om Ljungbyhed. Mitt i Riseberga ligger kyrkan (Riseberga kyrka) och strax bredvid en lågstadieskola (Riseberga skola).

## Namnet Riseberga
Riseberga ligger geografiskt i den så kallade mellanbygden mellan slättbygden och skogsbygden. Mellanbygden kallades förr ofta för ”risbygden”. Ordet ”rise” betydde förr risskog eller småskog, ”berga” var en benämning på en allmänning. Riseberga är idag omgivet av mindre skogar.

## Historia

### Tidigaste bebyggelsen
Trakten runt Riseberga befolkades sannolikt redan under yngre stenålder. De fornlämningar som har hittats visar att jordbruk bedrevs i trakten redan 2500 år f.Kr. Det har hittats en hel del fynd i form av flintyxor och liknande. Även en del fasta minnesmärken från äldre tider förekommer i trakten, bland annat bautastenar.

### Kyrkor
I mitten av 1100-talet byggde cistercienserorden Herrevadskloster fyra kilometer nordväst om Riseberga. Det religiösa livet i trakten var under medeltiden mestadels knutet till detta kloster.
Det finns inget bestämt årtal för när den första kyrkan uppfördes i Riseberga, men det är troligt att det skedde under första delen av medeltiden. Riseberga kyrka har byggts om vid ett antal tillfällen. Dess nuvarande form fick den 1820.

### Marknadsplats
I västra delen av Riseberga ligger ”Göingavången”. Detta område, som idag är betesmark, användes förr som marknadsplats. Fynd i form av gamla mynt visar att platsen användes som marknad redan på 1500-talet och fortsatte fram till 1700-talet. 

## Naturupplevelser
Riseberga ligger längs Rönne ådalen. Ån kan användas för att paddla kanot i och när man passerar Riseberga åker man först under stenbron "Kättabro" och därefter träbron "Stocken" nedanför kyrkan.
Precis utanför själva byn ligger Bandsjön, en av kommunens badplatser med badbrygga och grillplats.
Öster om Riseberga ligger Juskushall. I detta område finns storslagna basaltpelar som vittnar om vulkanisk aktivitet i trakten.

## Personligheter
Kända personer från Riseberga
- Nils Forsberg, konstnär
- Sture Henriksson, politiker
- Niclas Larsson, advokat
- Are Waerland, hälsoideolog